# Chiesa di Santa Maria in Portico in Campitelli
Santa Maria in Campitelli è una chiesa di Roma nel rione Sant'Angelo.

## Storia e descrizione
Di antichissima origine, Santa Maria in Campitello che originariamente sorgeva con dimensioni sensibilmente minori sul luogo dell'attuale palazzo Gaetani Lovatelli già Serlupi con lo stesso orientamento dell'attuale chiesa, viene menzionata per la prima volta nel secolo XII con il Liber Censuum e al momento della sua soppressione possedeva oltre all'altare maggiore, su cui nel secolo XIII venne fatto edificare un tabernacolo in stile cosmatesco dalla famiglia Capizucchi, quattro altari dei quali due dei Paluzzi, uno dei Capizucchi e uno dei Muti.
Il 4 agosto 1601 papa Clemente VIII concesse la chiesa e ciò che le apparteneva a san Giovanni Leonardi e ai Chierici regolari della Madre di Dio, ordine che era stato fondato nella chiesa di Santa Maria della Rosa, a Lucca, il 1º settembre 1574.
La ricostruzione della chiesa sul sito attuale principiò il 29 settembre 1661, seguita dall'architetto Carlo Rainaldi su commissione di papa Alessandro VII, che volle celebrare la fine della pestilenza del 1656 che aveva già decimato i due quinti della popolazione del Regno di Napoli e che minacciava di estendersi a Roma e ai territori limitrofi, costruendo una degna sede per un'icona mariana ritenuta miracolosa conservata nella piccola chiesa di Santa Maria in Portico.
In questa chiesa posta sulla scomparsa via della Bocca della Verità, durante la pestilenza accorse e si raccolse per lungo tempo, anche nelle vie circostanti, la popolazione romana causandone la chiusura sia per motivi di igiene che per la ristrettezza del luogo non distante dal lazzaretto istituito sull'Isola Tiberina. Non cessando il flusso di fedeli che continuava a stazionare nelle vie limitrofe anche nelle ore notturne, l'8 dicembre di quell'anno si raccolsero dinanzi a quella chiesa il Senatore e i Conservatori di Roma per formalizzare il voto secondo cui se la pestilenza fosse cessata, la cittadinanza in ringraziamento avrebbe restaurato la chiesa in forme più decenti per accogliere la sacra immagine. Con la ricostruzione in luogo più ampio ed in dimensioni maggiori voluta poi da Alessandro VII, con la soppressione delle due precedenti piccole chiese, il nuovo edificio riunì infatti i due titoli, Santa Maria in Campitelli, presente nella piazza sin dall'alto medioevo, e Santa Maria in Portico, dove era conservata l'immagine miracolosa.
L'edificio fu terminato nel 1667, privo delle statue pensate nel progetto originario della facciata.

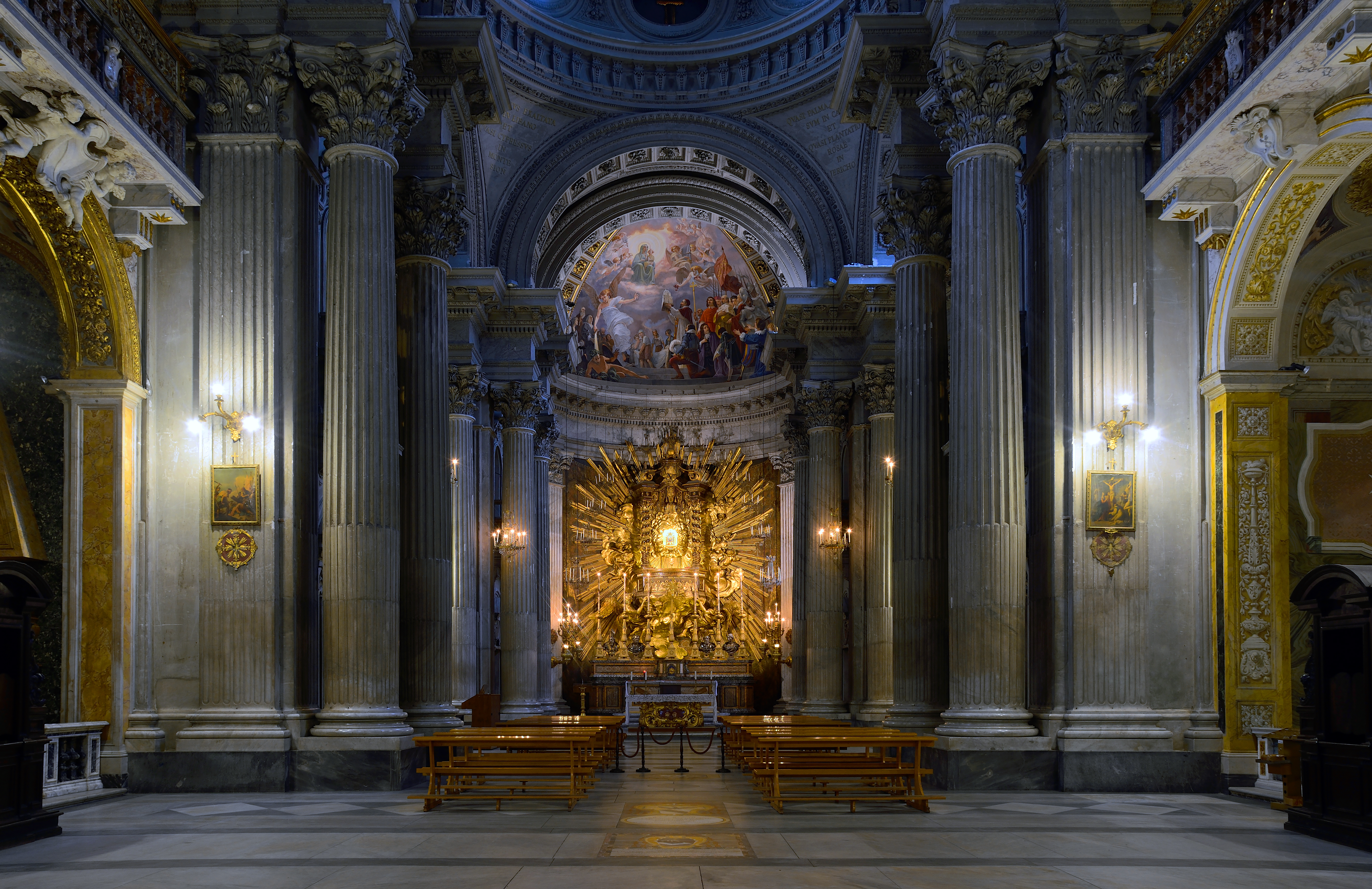
L'interno

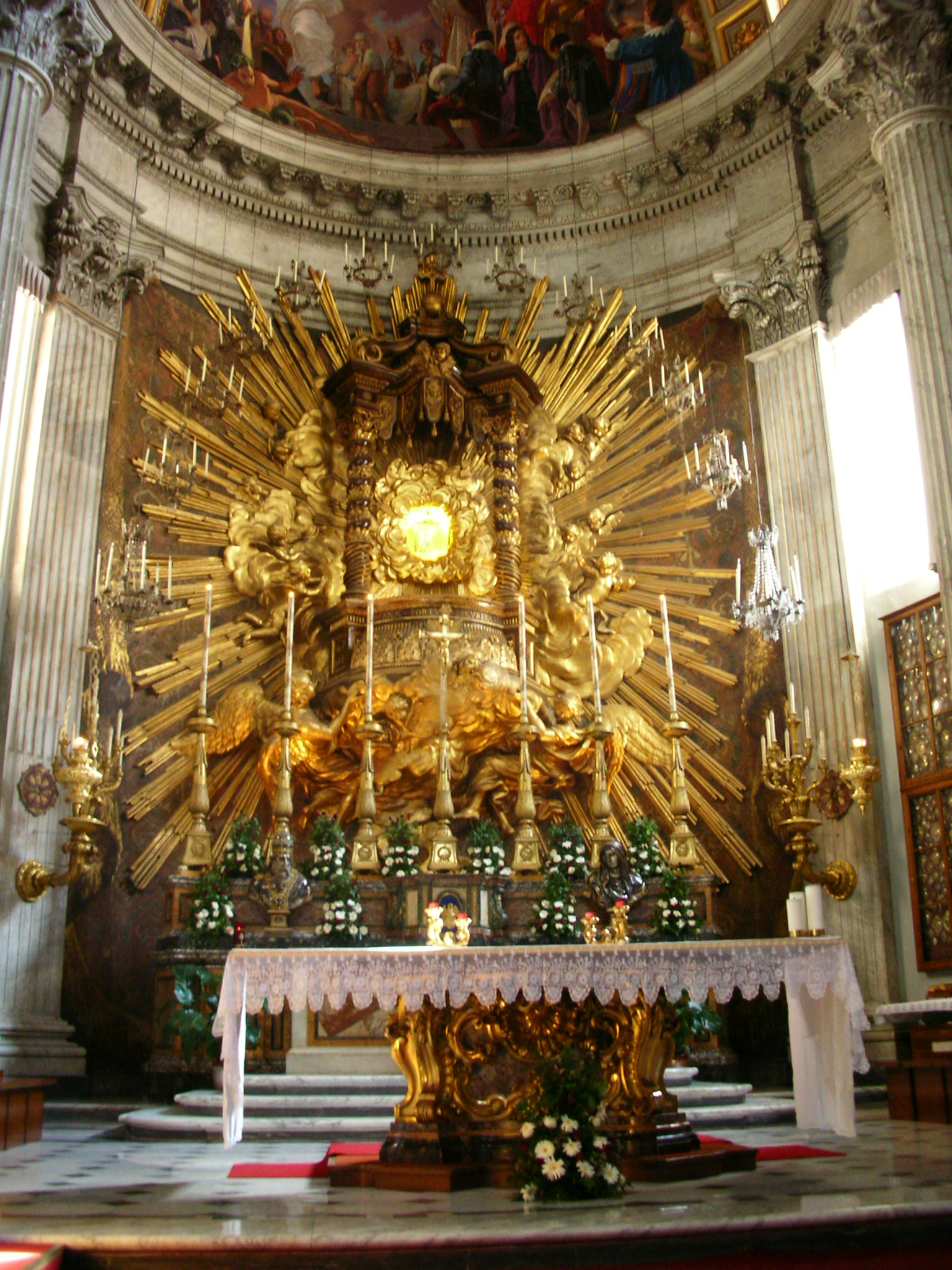
Altare su disegno di Carlo Rainaldi

L'interno è a pianta longitudinale. La spazialità tipica delle chiese della controriforma è però contraddetta da due assialità trasversali; il progetto iniziale prevedeva una navata di forma ellittica, disposta in senso longitudinale e conclusa da un secondo spazio a pianta circolare. L'alzato è scandito da una serie di monumentali colonne libere ispirate all'architettura di Andrea Palladio, inusuali nel Barocco romano. Negli altari sono collocate tele di Luca Giordano, Sebastiano Conca e del Baciccio. Da ricordare anche il sepolcro del cardinale Bartolomeo Pacca.
L'altare centrale è una costruzione barocca impressionante, Jennifer Montagu dirà "la cornice [che contiene la miracolosa immagine della Vergine], simbolica rappresentazione del portico, ossia del portico d'Ottavia, da cui la chiesa nella quale originariamente era conservata prendeva il nome, ha una forma che deriva dal Baldacchino di San Pietro, circondata da una gloria di angeli, nuvole e raggi dorati, che rimandano nuovamente a Bernini, ossia alla gloria della Cattedra di San Pietro". Melchiorre Cafà ha fatto sicuramente il modello in cera, ma muore poche settimane prima che il dipinto sacro della Vergine sia posizionato. Il modello di Cafà è stato comunque seguito perché gli angeli riprendono molto del suo stile; tuttavia l' "invenzione" piuttosto generica dovrebbe essere di Carlo Rainaldi.
La chiesa si affaccia su piazza di Campitelli, dove è collocata una fontana di Giacomo della Porta, che nel progetto urbanistico di Alessandro VII avrebbe dovuto essere accompagnata da una seconda, non eseguita, in posizione simmetrica.
Appartenente originariamente al rione Campitelli, l'edificio venne attribuito al rione Sant'Angelo quando i confini di quest'ultimo vennero estesi intorno alla metà del novecento, dopo gli sventramenti del ventennio fascista.